# فرودگاه وستری
فرودگاه وستری (به انگلیسی: Westray Airport) یک فرودگاه همگانی با کد یاتا WRY است که یک باند فرود چمن دارد و طول باند آن ۲۹۱ متر است. این فرودگاه در کشور اسکاتلند قرار دارد و در ارتفاع ۹ متری از سطح دریا واقع شده‌است.

## شرکت‌های هواپیمایی و مقصدهای پروازی
| شرکت‌های هواپیمایی | مقصدهای پروازی     |
| ----------------- | ------------------ |
| Loganair          | کرکوال، پاپا وست‌ری |